# Ornbau
Ornbau è una città tedesca situata nel land della Baviera.
Il suo territorio è bagnato dal fiume Altmühl.